# 五代友和
五代 友和（ごだい ともかず、1938年 - ）は、鹿児島県出身の元アマチュア野球選手（投手）。

## 来歴・人物
鹿児島玉龍高校では、エースとして1956年春の選抜に出場。2回戦（初戦）で県岐阜商の田中和男に完封を喫する。同年夏は県予選を勝ち抜き東九州大会に進むが、1回戦でエース三浦清弘を擁する別府鶴見丘高に完封負け。
立教大学へ進学。東京六大学野球リーグでは在学中5回優勝、全日本大学野球選手権大会2回優勝。1957年には春秋季連続優勝を経験。長嶋茂雄、杉浦忠らが卒業した1958年も森滝義巳とともに投手陣を支え、リーグ四連覇を果たす。1959年秋季リーグでも早大との優勝決定戦で森滝をリリーフし優勝を飾った。同年の第3回アジア野球選手権大会日本代表に選出され、日本の優勝に貢献。リーグ通算43試合登板16勝10敗、防御率1.66、奪三振112。大学同期には杉本公孝、赤池彰敏（中退）、枝松道輝がいた。
卒業後は社会人野球の日本ビールに進む。1961年から城之内邦雄らとともに主力投手として活躍。1962年の都市対抗では、1回戦で電電近畿と対決。日本ビールは小川健太郎（立正佼成会から補強）が延長10回まで無失点に抑え、五代がワンポイントリリーフし角谷隆に継投。電電近畿は先発したエース永易将之が好投し、ともに無得点のまま進む。大会史上最長記録の延長22回、太田誠（電電東京から補強）が永易からサヨナラ本塁打を放った。この大会では日本通運名古屋との準々決勝で、1-1の同点から5回に小川をリリーフ。しかし決勝点を許し敗戦投手となった。これも含め都市対抗に4回出場。1964年限りで引退。